# Szergej Matvejevics Styemenko
Szergej Matvejevics Styemenko (oroszul: Сергей Матвеевич Штеменко) (Urjupinszk, Orosz Birodalom, 1907. február 20. – Moszkva, 1976. április 23.) szovjet vezérkari tiszt, a vezérkar főnöke (1948. november – 1952. június), a Varsói Szerződés főparancsnoka (1968 – 1976), hadseregtábornok (1948 – 1952; 1968-tól haláláig).

## Élete
Kozákcsaládból származott. 1926-ban önkéntesként belépett a Vörös Hadseregbe. 1930-ban elvégezte a tisztiiskolát. Ugyanebben az évben belépett a kommunista pártba. Kezdetben évekig a tüzérségnél szolgált, mikor 1938 augusztusában behívták a Vezérkari Akadémiára. Mivel az akadémia csak két évvel ezelőtt jött létre és a kevés végzett hallgató magas szintű katonai képzettségük miatt nagyon keresettnek számítottak, ezért jó esélye volt komoly feladatok ellátására. A kiképzés érdekes volt, elvégre mind Kelet-Lengyelország megszállása, mind a szovjet-finn háború során értékes tapasztalatokat gyűjthetett. Az akadémia befejezésekor (1940. ősz) kérelmét, hogy a kurzusok végeztével visszatérhessen a csapatokhoz elutasították és a vezérkar hadműveleti osztályára helyezték át.
1940-től 1943-ig az osztályon dolgozott. Közben Mereckovot Zsukov (1941. január – 1941. július), Saposnyikov (1941. július – 1942. április), majd Vaszilevszkij váltotta a vezérkar élén. Karrierje igazából ezután kezdett felfelé ívelni. 1943-ban előbb a hadműveleti osztály helyettes vezetője, később főnöke, 1946 áprilisában a vezérkari főnök helyettese lett. Ezeket a pozíciókat 1948-ig megtartotta. A második világháborúban számos hadművelet tervezésében részt vett, gyakran utazott a főhadiszállás képviselőjeként a frontok valamelyikéhez, például 1944 júniusában a 2. Belorusz Fronthoz (G. F. Zaharov). 1944 februárjában Sztálin azt a megbízást adta neki és Tyimosenkónak, hogy készítsenek beszámolót a szovjet csapatok támadási lehetőségeiről minden szektorban. 1943-ban elkísérte Sztálint a teheráni konferenciára. A háború után a győzelmi díszszemle fő szervezői közé tartozott.
1948 novemberében vezérkari főnökké és a honvédelmi miniszter helyettesévé nevezték ki (egyidejűleg hadseregtábornokká is előléptették). 1952 júniusában a Berija és Styemenko közötti szoros kapcsolatot gyanító Sztálin azzal az indoklással, hogy utóbbi túl fiatal és tapasztalatlan ahhoz, hogy ilyen magas posztokat tölthessen be, leváltotta mindkét pozícióból és lefokozta vezérezredessé. Sztálin halála és Berija bukása után gyanúba keveredett és kihallgatták. 1956 augusztusában a katonai hírszerzés (GRU) főnökévé nevezték ki, de néhány hónap múlva lefokozták altábornaggyá és a Volgai Katonai Körzet parancsnokhelyettesévé nevezték ki (ez voltaképpen száműzetés volt). Hruscsov bukása után lassan újra emelkedni kezdett a ranglétrán. 1962-ben a szárazföldi haderők vezérkarifőnök-helyettesévé nevezték ki, 1964-ben a vezérkari főnök helyettesévé. 1968-ban, 16 év elteltével visszakapta hadseregtábornoki rendfokozatát. 1976-ban, 69 évesen hunyt el.

## Magyarul
- Ahol a győzelmet kovácsolták. Fejezetek "A vezérkar a háború éveiben" c. műből; ford. Nádor Tibor, Kossuth–Zrínyi, Bp., 1969
- A vezérkar a háború éveiben. 2. könyv; ford. Kilián Ferenc, Szabó Balázs; Zrínyi–Kossuth, Bp., 1975